# Wilczy Potok (dopływ Leśnicy)
Wilczy Potok – niewielki potok w Pasmie Równicy w Beskidzie Śląskim. Długość ok. 1,9 km. Cały tok w granicach miejscowości Brenna.
Źródło na wysokości ok. 765 m n.p.m. na północnych stokach góry Smrekowiec. Spływa dość prostym tokiem w kierunku północnym z niewielkim odchyleniem ku wschodowi, głębokim jarem o stromych zboczach, wąską, zalesioną dolinką. Mniej więcej w połowie długości przyjmuje jedyny większy dopływ (prawy) spod Jawierznego. Na wysokości ok. 570 m n.p.m., w górnej części Brennej Leśnicy, uchodzi do Leśnicy jako jej lewobrzeżny dopływ.